# Ali Bongo Ondimba
Ali Bongo Ondimba, nato Alain-Bernard Bongo (Brazzaville, 9 febbraio 1959), è un politico gabonese, presidente e dittatore del Gabon dal 2009 al 2023. Il 30 agosto 2023 è stato deposto da un colpo di Stato militare e posto agli arresti domiciliari.

## Biografia
Nato col nome di Alain-Bernard Bongo nel 1959 a Brazzaville, all'epoca parte dell'Africa Equatoriale Francese, è figlio di Omar Bongo, ex presidente del Gabon in carica per oltre 40 anni dal 1967 sino alla morte avvenuta nel 2009, e Patience Dabany (vero nome Joséphine Nkama), famosa cantante e musicista gabonese. Ha assunto il nome di Ali Ben Bongo alla conversione della sua famiglia all'Islam nel 1973.
Dopo aver conseguito la laurea in legge a Parigi entrò a far parte del Partito Democratico Gabonese (Parti Démocratique Gabonais - PDG) nel 1981.
Nel corso della sua carriera politica ha ricoperto diversi incarichi sia all'interno del partito, sia nel governo nazionale tra cui quello di Ministro degli Affari Esteri e della Cooperazione (1989) e Ministro della Difesa (1999). Nei primi anni novanta viene eletto membro dell'Assemblea nazionale come rappresentante della provincia di Haut-Ogooué e mantiene la carica, venendo regolarmente rieletto, sino al 2009.
Nel 2009 alla morte del presidente Omar Bongo, viene eletto Presidente del Gabon dopo un breve periodo di transizione in cui la carica è stata temporaneamente ricoperta da Rose Francine Rogombé, in qualità di presidente del Senato. È stato eletto con il 42% delle preferenze (dato ufficiale contestato però dai partiti di opposizione) ed è entrato ufficialmente in carica il 16 ottobre 2009. Attualmente ricopre anche l'incarico di presidente del PDG. Nel 2009 è succeduto a suo padre pure come Gran maestro della Gran Loggia massonica regolare del Gabon. 
Il 2 novembre 2018 è stato colpito da un malore.
Il paese continua a basarsi su una strategia basata sulla rendita: l'economia è interamente dedicata alla produzione e all'esportazione di risorse naturali. Persistono diverse difficoltà: un tasso di disoccupazione di circa il 30% della popolazione attiva, arresti sommari durante le manifestazioni studentesche o sindacali (in particolare da gennaio 2016), il deterioramento dell'accesso alle cure sanitarie (un deposito di 300.000 franchi CFA è richiesto per entrare in un ospedale), carenze nei servizi pubblici e tagli ricorrenti di elettricità. Più della metà della popolazione è sotto la soglia di povertà.
Nell'ottobre 2021 Ali Bongo è citato sui Pandora Papers, questi documenti sull'utilizzo delle società offshore nei paradisi fiscali, Ali Bongo sarebbe stato il beneficiario di due società ora sciolte.
Nel gennaio 2018, entrambe le camere del parlamento bicamerale del Gabon hanno votato a favore della creazione di un sistema di scrutinio elettorale a doppio turno, che sostituirebbe il sistema maggioritario a turno unico utilizzato per le precedenti elezioni presidenziali e parlamentari nel paese.  La decisione è stata successivamente annullata nell'aprile 2023, quasi cinque mesi prima delle elezioni generali gabonesi, a seguito delle consultazioni politiche di febbraio. Altre modifiche concordate dal governo gabonese includono un mandato di cinque anni per tutti i funzionari eletti nel paese, nonché l'abolizione dei limiti di rielezione.

### Elezioni e golpe del 2023
Circa un mese prima delle elezioni, previste per il 26 agosto 2023, l’ “Autorità elettorale gabonese” ha annunciato una modifica dell’ultimo minuto al sistema elettorale che richiedeva agli elettori di sostenere un candidato parlamentare dello stesso partito politico del loro candidato presidenziale preferito.
Ciò ha dunque reso il principale candidato dell’opposizione, Albert Ondo Ossa, poiché indipendente,, impossibile da eleggere, perché se gli gabonesi avessero voluto votare nel mentre per un rappresentante parlamentare della coalizione di opposizione multipartitica Alternance 2023, che aveva  scelto proprio Ossa come proprio candidato congiunto, non avrebbero potuto materialmente votare per lui alle presidenziali senza fare scheda nulla.
In seguito, secondo quanto riferito, ai media stranieri e agli osservatori indipendenti è stato impedito di entrare in Gabon il giorno delle elezioni, mentre sono stati segnalati ritardi in diversi seggi elettorali, con persone che aspettavano in fila per ore prima di avere la possibilità di esprimere il proprio voto.
Appena due ore prima della chiusura delle urne, Ondo Ossa ha denunciato "una frode orchestrata dal campo Bongo", rivendicando tuttavia la vittoria ed esortando Bongo a facilitare un trasferimento pacifico del potere basato sul suo presunto conteggio dei voti. I risultati ufficiali delle elezioni, alla fine, sono stati annunciati nel cuore della notte dalla televisione di Stato e  senza preavviso. Nel Paese è stato poco dopo imposto il coprifuoco e l'accesso a Internet è stato interrotto in tutta la nazione su ordine del governo, al fine di prevenire la diffusione di "notizie false" e potenziali violenze.
La mattina del 30 agosto, dunque, la rielezione di Bongo è stata confermata anche dalla commissione elettorale gabonese, che ha dichiarato la sua elezione con il 64,27% dei voti. Pochi minuti dopo, tuttavia, alcuni militari, unitisi come golpisti sotto la guida del generale Brice Clotaire Oligui Nguema, hanno sequestrato il palazzo presidenziale di Libreville annunciando la fine del regime di Bongo, con un portavoce militare che affermava di parlare a nome di un "Comitato per la transizione e il ripristino delle istituzioni", citando la fine del "governo irresponsabile e imprevedibile" che aveva portato a "un continuo degrado della coesione sociale, rischiando di spingere il Paese nel caos".
Essi hanno inoltre annunciato l'annullamento delle recenti elezioni, lo scioglimento delle istituzioni statali e la chiusura delle frontiere del Paese fino a nuovo avviso. Tra gli ufficiali visti durante l'annuncio c'erano colonnelli dell'esercito e membri della Guardia repubblicana.
La giunta ha poi annunciato l'arresto e la detenzione domiciliare di Bongo e del figlio maggiore e consigliere Noereddin Bongo Valentin, aggiungendo che i due sarebbero stati con la famiglia e controllati da medici. Anche molti degli assistenti presidenziali di Bongo sono stati arrestati dalla giunta, la quale ha affermato che stavano affrontando accuse che includevano alto tradimento, appropriazione indebita, corruzione, falsificazione di atti ufficiali con la firma del presidente e traffico di droga. 
In seguito, nonostante la sua detenzione, Bongo ha pubblicato un video sui social media in cui appariva angosciato mentre implorava aiuto in inglese, invitando i suoi amici e sostenitori sia in Gabon che nel mondo ad "alzare la voce" e "fare rumore" in risposta al colpo di stato; il 7 settembre è stato scarcerato per motivi medici, ritirandosi nella sua residenza privata a Libreville, nonostante gli fosse stato concesso anche di espatriare per curarsi.
Nel mentre, Brice Oligui, comandante della Guardia repubblicana, è stato successivamente insediato come presidente ad interim dalla giunta militare.
Nel settembre 2024, Bongo annunciò infine il suo definitivo ritiro dalla politica, assumendosi tutte le colpe per i “fallimenti” del suo governo e chiedendo, nel mentre, la scarcerazione di sua moglie Sylvia e suo figlio Noureddin.

## Vita privata
Ali Bongo ha sposato la prima moglie, la francese Sylvia Valentin, nel 1989; è la figlia di Édouard Valentin, amministratore delegato della compagnia di assicurazioni Omnium gabonais d'assurances et de réassurances (OGAR). La moglie di Édouard Valentin, Evelyne, lavora nella segreteria della presidenza, ed Édouard è Chargé des affaries sociales presso la Confederazione dei datori di lavoro gabonesi (Confédération patronale gabonaise, CPG).
Nel 1994 Ali Bongo sposò la seconda moglie, l'americana Inge Lynn Collins Bongo, di Los Angeles, California; al momento dell'elezione di Ali Bongo a presidente, Inge Bongo viveva di buoni pasto in California, e in seguito ha chiesto il divorzio nel 2015.
Ha quattro figli: una figlia, Malika Bongo Ondimba, e tre figli, Noereddin Bongo Valentin, Jalil Bongo Ondimba e Bilal Bongo, che lui e Sylvia hanno adottato nel 2002.